# Залуский, Збигнев
Зби́гнев Залу́ский (пол. Zbigniew Załuski; 31 июля 1926, Киверцы, Польская Республика — 5 марта 1978, Варшава, ПНР) — польский офицер, писатель и член парламента.

## Биография
Родился в Волынском воеводстве, был сослан в Казахстан в 1940 году, вскоре после советского вторжения. После вступления в Народное войско польское в 1944 году он участвовал в боях за Кольберг и Берлин. Залуский вступил в Польскую рабочую партию и посещал Академию политического образования, в конце концов дослужился до звания полковника.
Работал редактором в журнале «Войско Людове» (Народная армия) и написал несколько книг по военной истории и истории Польши. Залуский был также сценаристом и консультантом нескольких фильмов.

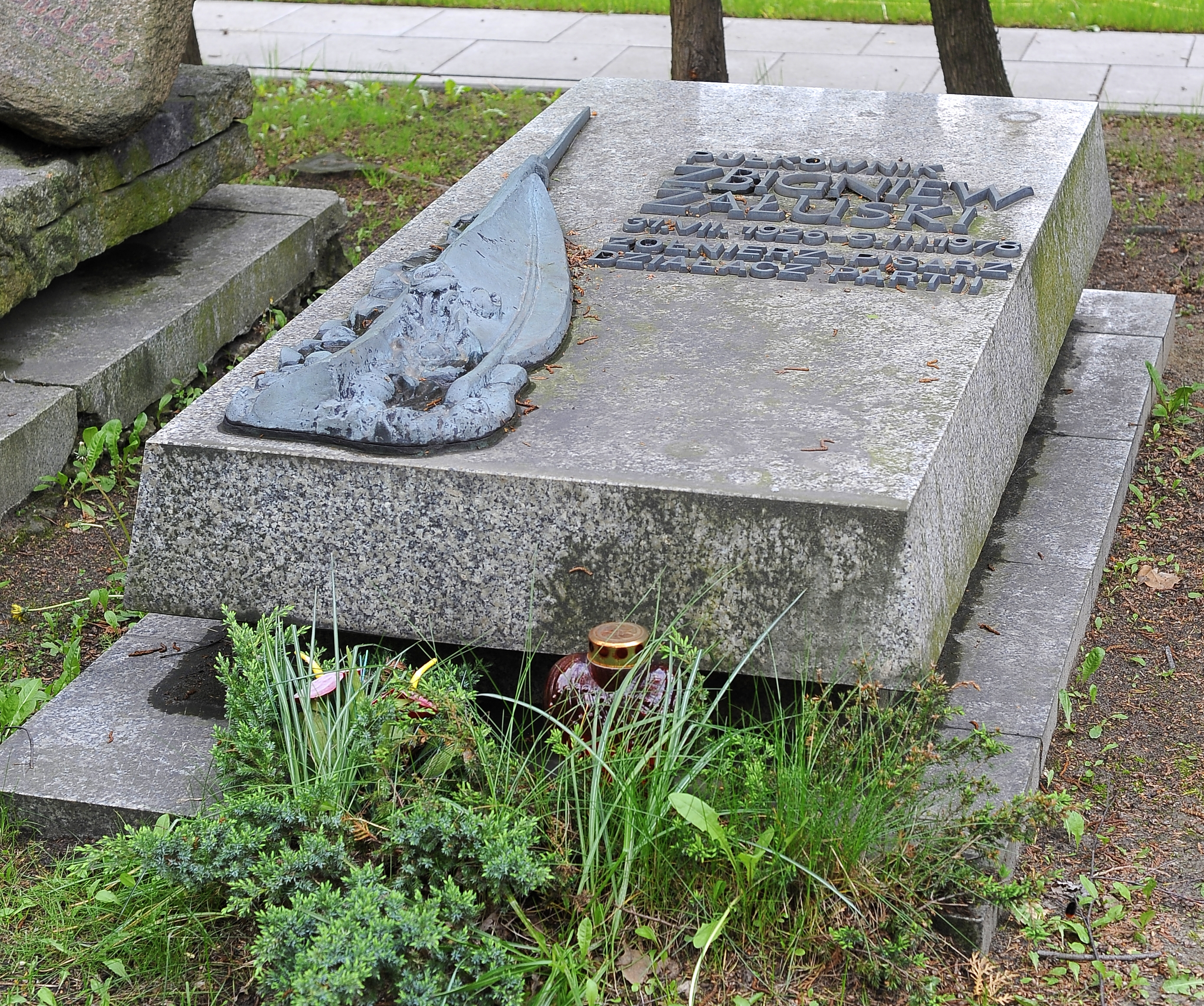
Могила Згибнева Залуски

В 1969 году он был избран членом Сейма от Польской объединенной рабочей партии (ПОРП) и был депутатом вплоть до своей смерти. В 1974 году стал членом административного совета польско-советской дружбы. Залуский также служил в качестве руководителя ПОРП ячейки в польском Союзе писателей, вплоть до своей смерти от сердечного приступа.

## Публицистика
- The Polish Seven Deadly Sins (Siedem polskich grzechów głównych).[7]
- Polish Army -Loyal Guards of the Homeland (Wojsko polskie — ojczyzny wierna straż).
- Poles on the fronts of the Second World War (Polacy na frontach II wojny światowej).
- The Year Forty Four (Czterdziesty czwarty).
  - Сорок четвёртый. События, наблюдения, размышления / Пер. с пол. Д. Г. Томашевского. Под ред. П. К. Костикова. — Москва : Воениздат, 1978. — 415 с. — (Библиотека Победы).
- The End, 1945 (Finał 1945).
- Pass into History (Przepustka do historii).
  - Пропуск в историю / Пер. с польск. Д. Т. Георгиева и М. М. Рымжи. Ред. В. Н. Филор. — Москва : Прогресс, 1967. — 415 с.

## Фильмография
- Потом наступит тишина (Potem nastąpi cisza) — 1965.
- Плечом к плечу / Направление — Берлин (Kierunek Berlin) — 1968.
- Последние дни (Ostatnie Dni) — 1969.
- Освобождение — 1969-71.
- Легенда (Legenda) — 1970.
- Победа (Zwycięstwo) — 1974.
- Солдаты свободы — 1977.